# Дебељаковићи
Дебељаковићи или Шишмановићи су српска и бугарска племићка породица која је у доба Османског царства у периоду од XV до 17. века владала разним градове у земљама данашње источне Србије и северне Бугарске.

### Поријекло
За родоначелника Дебељаковића узима се кнеза Фружина син последњег трновског цара Јована Шишмана и Драгане Лазаревић, ћерке српског кнеза Лазара Хребељановића.

### Историја
Фружин је након турског заузећа Трнова побегао код двора угарског краља Жигмунда Луксембуршког. Жигмунд га је прихватио и истакао као свог кандидата за бугарски престо. Он 1425. године учествује у мађарској војсци која упада из Влашке до градова Видина, Орахова и Силистрије. Жигмунд га је наградио племићком титулом и поверио му је град Липову. Фружин је посетио Дубровачку републику, а 1435. године је један од вођа Албанског устанка, као представник угарског краља. Учествовао је у Дугој војни 1444. године под Владиславом III. Кампања је завршена великим поразом хришћана код Варне 1444. године. Владислав је погинуо у бици. Фружин се спасао, али његова имовина у Мађарској је одузета. Он 1454. године се вратио у Бугарску и придружио се султановој војсци. Умро је око 1460. године у Брашову.
Почетком XIV века јављају се Фружинови синови Стојан, Станислав и Стоја. Стојан се настанио у Софији, а његов син бан Михајло је убијен султан Бајазид II 1492. године. Станислав је до 1474. године владао градом Ловечем, а након што га је изгубио постао је хаидутин, познат у епским пјесмама војвода Станко Кусама. Трећи син Стоја се настанио у граду Никопол на Дунаву. Његов најпознатији потомак је био Старина Новака српских хајдука, који је касније постао војсковођа у служби влашког кнеза Михаја Храброг. Новаков брат Радивој и син Груја, као и још неки чланови њихове породице, такође су били истакнути хришћански официри 16. века у борби за ослобађање Балкана од исламизације и Османског царства. Од породице Дебељаковићи је био и самозвани бугарски цар Теодора Балина, вођа Првог трновског устанка (1596) владар краткотрајне независне државе.
Последњи представник породице био је вођа Другог трновског устанка (1686) Ростислава Стратимировића, који се оженио Маријом Дубровском, кћерком Московског патријарха Јоакима.